# Konrad Seidl
Konrad Seidl (26. listopadu 1824 – 23. prosince 1884 Maribor) byl rakouský politik německé národnosti ze Štýrska, v 2. polovině 19. století poslanec Říšské rady.

## Biografie
Působil v rakouské armádě, pak se zapojil do politiky. Od roku 1869 do roku 1878 zasedal jako poslanec Štýrského zemského sněmu. Patřil mezi hlavní postavy německého národního hnutí v etnicky převážně slovinském Dolním Štýrsku. Dlouhodobě působil jako starosta domovské obce Kamnica (německy Gams) u Mariboru a byl též předsedou okresního zastupitelstva v Mariboru.
Zemský sněm ho v roce 1870 zvolil i za poslance Říšské rady (celostátního parlamentu Předlitavska), tehdy ještě volené nepřímo zemskými sněmy. Opětovně ho zemský sněm delegoval do parlamentu roku 1871, za kurii venkovských obcí ve Štýrsku. Uspěl také v prvních přímých volbách roku 1873 za kurii venkovských obcí ve Štýrsku, obvod Maribor, Slovenske Konjice, Slovenj Gradec atd. V roce 1873 se uvádí jako Konrad Seidl, c. k. hejtman a majitel nemovitostí, bytem Kamnica. V roce 1873 zastupoval v parlamentu provládní blok Ústavní strany (centralisticky a provídeňsky orientované), v jehož rámci patřil k mladoliberální (mladoněmecké) skupině. V roce 1878 zasedal v poslaneckém Klubu pokroku. V roce 1875 byl nepřímo zapojen do kauzy svého poslaneckého kolegy a přítele Friedricha Brandstettera, který falšoval směnky a poškozoval své věřitele, přičemž směnky vypisoval právě na jméno Konrada Seidla.
Zemřel v prosinci 1884.